# Dorcadion kruperi
Dorcadion kruperi är en skalbaggsart som beskrevs av Ludwig Ganglbauer 1884. Dorcadion kruperi ingår i släktet Dorcadion och familjen långhorningar. Inga underarter finns listade i Catalogue of Life.